# Convoi no 1 du 4 août 1942
Le convoi du 4 août 1942 fut le premier convoi de déportation à quitter le territoire belge en direction d'Auschwitz-Birkenau.
À l'été 1942, les Allemands commencèrent à planifier la déportation des juifs de Belgique. Ils sommèrent l'Association des Juifs en Belgique (AJB) de transmettre des convocations pour le Service du travail obligatoire. Le responsable allemand chargé de cette question était Kurt Asche. Les Juifs étaient tenus de se présenter à Malines, à la caserne Dossin, transformée pour l'occasion en Camp de rassemblement (SS-Sammellager) comme l'était Drancy en France. Le 22 juillet 1942, 10 000 convocations partent. Le succès ne fut cependant pas à la hauteur des espérances des Allemands qui durent organiser des rafles à Bruxelles et Anvers. Afin de ne pas éveiller l'indignation populaire, les allemands commencèrent à "évacuer" les juifs étrangers étant sur le territoire belge.
Malines était, selon les desseins allemands, situé de manière optimale entre Bruxelles et Anvers, où habitaient les deux principales communautés juives de Belgique. Par ailleurs, Malines était sur un important nœud ferroviaires permettant un accès aisé à l'Est.
Le 27 juillet 1942, la caserne Dossin accueille les premiers juifs répondant à la menaçante "convocation à Malines". Le 4 août 1942, un train de troisième classe (les wagons à bestiaux plombés ne seront utilisés qu'à partir du vingtième convoi) est affecté au premier convoi de la déportation des Juifs de Belgique. 999 personnes monteront à bord, ignorantes de leur destination. Parmi eux, 140 enfants de moins de 16 ans,.
Hanna Karpowitz parviendra à s'échapper du train. Elle sera reprise quelques jours plus tard et sera réinscrite pour le convoi no 5 du 25 août 1942.
Seules six personnes ayant pris place dans ce train survivront à la déportation.